# Dayana Kirillova
Dayana Kirillova (em russo: Даяна Кириллова, Kazan, Rússia, 16 de abril de 2002) é uma jovem cantora russa que irá representar a Rússia no Festival Eurovisão da Canção Júnior 2013 com a canção "Mechtay" (Мечтай).